# Dalila et l'Homme de l'espace
Dalila et l'Homme de l'espace (titre original : Delilah and the Space-Rigger) est une nouvelle de Robert Heinlein publiée pour la première fois dans le magazine Blue Book (en) en décembre 1949 (en 1967 en français par OPTA), et faisant partie de l’Histoire du futur. 

## Résumé
Gloria Brooks McNye, brillante ingénieure des communications, rejoint, en tant que technicien radio, l'équipage exclusivement masculin chargé de la construction de la première station spatiale en orbite basse autour de la Terre. À son arrivée, elle est immédiatement confrontée au directeur du chantier, qui n'avait pas réalisé qu'elle était une femme. Il ne veut pas d'elle et lui ordonne repartir par la prochaine navette...

## Thème
La nouvelle, raillant les préjugés masculins, est un plaidoyer pour l’égalité entre les sexes.

## Éditions en français
- dans Histoire du futur (Tome 1),  OPTA, coll. Club du livre d'anticipation, 1967.
- dans Histoire du futur (Tome 2), Les Vertes Collines de la Terre, Presses-Pocket/Pocket, coll. Science-fiction no 5063, 1979 (rééd. 1989)
- dans Histoire du futur (Tome I), L'Homme qui vendit la Lune, Gallimard, coll. Folio SF no 207, 2005.